# 太平镇 (江口县)
太平镇，是中华人民共和国贵州省铜仁市江口县下辖的一个乡镇级行政单位。
2012年，贵州省人民政府批复同意撤销太平土家族苗族乡，设置太平镇，镇人民政府驻太平村。

## 行政区划
太平镇下辖以下地区：
太平社区、太平村、寨抱村、梵净山村、岑忙村、云舍村、凯文村和快场村。

## 中国传统村落
2012年，云舍村被评为首批“中国传统村落”。